# Selwyn Z. Bowman

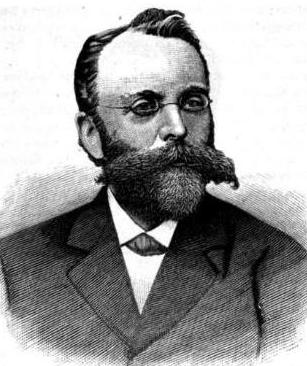
Selwyn Z. Bowman

Selwyn Zadock Bowman (* 11. Mai 1840 in Charlestown, Massachusetts; † 30. September 1928 in Framingham, Massachusetts) war ein US-amerikanischer Politiker. Zwischen 1879 und 1883 vertrat er den Bundesstaat Massachusetts im US-Repräsentantenhaus.

## Werdegang
Selwyn Bowman besuchte die öffentlichen Schulen seiner Heimat. Im Jahr 1855 zog er mit seinen Eltern nach Somerville. Danach studierte er bis 1860 an der Harvard University. Nach einem anschließenden Jurastudium an derselben Universität und seiner 1863 erfolgten Zulassung als Rechtsanwalt begann er in Boston in diesem Beruf zu arbeiten. Gleichzeitig schlug er als Mitglied der Republikanischen Partei eine politische Laufbahn ein. In den Jahren 1870, 1871 und 1875 war er Abgeordneter im Repräsentantenhaus von Massachusetts. Danach saß er von 1876 bis 1877 im Staatssenat. Zwischenzeitlich fungierte er zwischen 1872 und 1873 als juristischer Vertreter der Stadt Somerville.
Bei den Kongresswahlen des Jahres 1878 wurde Bowman im fünften Wahlbezirk von Massachusetts in das US-Repräsentantenhaus in Washington, D.C. gewählt, wo er am 4. März 1879 die Nachfolge von Nathaniel Prentiss Banks antrat. Nach einer Wiederwahl konnte er bis zum 3. März 1883 zwei Legislaturperioden im Kongress absolvieren. Im Jahr 1882 wurde er nicht wiedergewählt. Nach dem Ende seiner Zeit im US-Repräsentantenhaus praktizierte Bowman als Anwalt in Somerville. Von 1888 bis 1897 war er erneut juristischer Vertreter dieser Stadt. Im Jahr 1914 verlegte er seinen Wohnsitz nach Cohasset. Gleichzeitig war er in Boston als Rechtsanwalt tätig. Er starb am 30. September 1928 in Framingham.